# Buckner Mountain
Buckner Mountain je hora v Severních Kaskádách v americkém státě Washington. Nachází se v divočině Stephena Mathera a v národním parku Severní Kaskády. S nadmořskou výškou 2778 metrů se jedná o nejvyšší horu okresu Skagit. Je čtrnáctou nejvyšší horou ve státě, třetí nejvyšší horou v národním parku a jednou z desíti nevulkanických hor ve státě, které jsou větší než 9 tisíc stop nad mořem.
Hora nese jméno po Henrym Freelandu Bucknerovi, který na začátku minulého století vedl těžební společnost v Horseshoe Basin, jihozápadně od hory.

## Výška
Hora má dva vrcholy o přibližně stejné nadmořské výšce, které jsou odděleny několik desítek metrů velkým horským hřebenem. Údaje o přesné nadmořské výšce jihozápadního vrcholu se u různých zdrojů liší. Nynější čtyřúhelník USGS ukazuje jeho výšku mezi 2768 metry a 2780 metry, zatímco podle Peakbagger.com je jeho nadmořská výška 2778 metrů, což bylo zjištěno analýzou digitální fotografie. U druhého vrcholu se zdroje shodují na 2777 metrech nad mořem. Známý horolezec Fred Beckey ve svém průvodci Severními Kaskádami tvrdí, že severozápadní vrchol je o 60 centimetrů vyšší, ale nemá proto žádné východisko, navíc ani nikdy na horu nevylezl. Většina horolezců stoupá na vyšší vrcholek, jelikož je blíže po standardní cestě přes Horseshoe Basin.
Buckner Mountain má prominenci 925 metrů, což ji řadí až na jednapadesáté místo ve státě. Nejbližší vyšší horou je Goode Mountain, která se nachází téměř 7 kilometrů východně od Buckner Mountain.

## Poloha
Hora se nachází na hranici okresů Skagit a Chelan a na západě ji s Horseshoe Peakem, Boston Peakem a Sahale Mountain spojuje Ripsaw Ridge, hřeben značící několik kilometrů okresní hranice. Několik kilometrů níže od Sahale Mountain se nachází Kaskádový průsmyk, zatímco severně od Ripsaw Ridge se nachází Bostonský ledovec, který je největší v celých Severních Kaskádách. Jižně od hřebenu se nachází Horseshoe Basin, ze které pocházejí některé přítoky horního toku řeky Stehekin. Dlouhé a vysoké hřebeny pokračují z Buckner Mountain východně k průsmyku Park Creek Pass a jižně k Booker Mountain a Park Creek Ridge. Mezi ledovce nedaleko hory patří Hromový ledovec na severu a Bucknerův ledovec na jihu.
Hora tvoří rozvodí mezi povodími řek Skagit a Columbia.

## Rekreace
Hora je jedním z lépe přístupných vrcholků ve státě, za což vděčí své poloze východně od Kaskádového průsmyku a nedaleko dobře spravované turistické stezky. Bostonský ledovec, který se nachází severně od hory, se stal jedním z nejčastěji slézaných ledovců Severních Kaskád.